# Электрические партизаны
«Электропартизаны», или «Электрические партизаны» — российская рок-группа из Санкт-Петербурга. Группа не имеет постоянного состава и фактически состоит из музыкантов, играющих вместе с её лидером Вадимом Курылёвым, который является автором большинства её материала, выступая в качестве вокалиста, бас-гитариста и гитариста. Тексты совмещают антивоенные и социально-протестные настроения. С 2009 года на обложках альбомов отсутствует знак «копирайт», вместо которого используется символ анархии.

## История
Группа создана на основе сайд-проекта «Курылёв-бэнд», который В. Курылёв организовал в 1999 году, будучи ещё гитаристом «ДДТ». В 2003 году проект был переименован в «Эквилибриум-бэнд». К тому времени в состав группы помимо Курылёва входили барабанщик Михаил Нефёдов и бас-гитарист Павел Вовк.
18 ноября 2004 года в коллектив влились гитарист Дмитрий Ковалёв («Санитарный день», затем «Данила Master», «Мир Детям», «Мухомор») и менеджер Глеб Султанов, ставший директором, и, после состоявшегося тогда же концерта, было принято решение назвать состав «Электрические партизаны». По свидетельству Курылёва, «Название взято из песни, которая называется „Психогерилья“, там в тексте есть такое словосочетание — „электрический партизан“, и кто-то однажды сказал, ко мне обращаясь: „Эй ты, электрический партизан…“, и тут мы все поняли, что это хорошее название для группы».
В конце года бас-гитариста Павла Вовка призвали в армию, и выступления на некоторое время пришлось прекратить. Некоторое время его заменял Павел Борисов. Далее в состав вошёл бас-гитарист Роман Невелев («Pushking», «Terminator Trio», «Begemot», «Пойманные Муравьеды»).
Постоянно экспериментируя с составом, летом 2005 года, незадолго до участия группы в очередном фестивале «Окна открой!», Курылёв отказался от гитары, став вокалистом. Гитаристом стал Сергей Смородинский («Pep-See», «Пилот»). На время «Электрические партизаны» превратились в квинтет.
С течением времени происходили новые перестановки: Смородинский играть постоянно отказался. В сентябре 2005 года его место занял Роман Прокофьев («Дядя Сэм», «New-Россияне»). В таком составе «ЭП» успели выступить в Москве и Петербурге, но вскоре ушёл сильно загруженный Роман Невелев. На этот раз, на бас-гитаре снова оказался сам Курылёв. Многим поклонникам это даже нравилось, однако, петь динамичный панк-рок вроде «Психогерильи» с тяжёлым басом «Rickenbacker» на шее Вадиму было не с руки, поэтому поиски бас-гитариста продолжались. В конце-концов, когда у «ДДТ» закончился большой юбилейный тур «Пропавший без вести», к «Электрическим партизанам» вернулся Павел Борисов.
В марте 2006 года «Электрические партизаны» стали победителями конкурса журнала «Петербургский Музыкант» на лучшую песню среди местных групп. В июле 2006 года выступили на главной сцене фестиваля «Эммаус», на гитаре играл Андрей Васильев.
В 2007 году в группу, на смену Роману Прокофьеву, приходит гитарист Максим Зорин («Ливень», позже «Разные люди», «Исток»), веб-мастер, оператор, видеомонтажёр, работавший со многими музыкантами. Вместе с ним «Электрические партизаны» приобретают на время устойчивый состав: Михаил Нефёдов — барабаны, Дмитрий Ковалёв — гитара, Максим Зорин — гитара, вокал и бас-гитара — Вадим Курылёв. С 2009 по 2012 годы директором группы являлась Катерина Никитина.
После выхода альбома «Дзен-Анархия» ушли Максим Зорин и Михаил Нефёдов. В начале 2010 года Курылёв заболел, все концерты были отменены, группа распущена. Очередной состав сформировался позже. На тот период «партизанская электрическая группировка» была представлена из пяти музыкантов: Сергей Зырянов — гитара, Дмитрий Друмов — бас-гитара, Дмитрий Ковалёв — гитара, Денис Курылёв (Буцкий, брат Вадима) — барабаны, Вадим Курылёв — вокал, тамбурин.
«Электрические партизаны» приняли участие в фестивале «День Дезертира», который проводился 19—20 февраля 2011 года в Москве и был организован леворадикальной организацией анархистов «Автономное Действие». В конце июля 2011 года «Электрические партизаны» приняли участие в музыкальной программе Международного гражданского форума «Пилорама», который ежегодно проводится на территории музея политических репрессий «Пермь-36». 13 августа 2011 года «Электрические партизаны» участвовали в анархистском лесном DIY-фестивале «UNITED HELP FEST II» в Ленинградской области.
В 2011 году позиция группы относительно фестиваля «Нашествие» была следующей: «Мы несколько лет подряд подавали заявки, потом перестали. Потому что „Нашествие“ — это фестиваль коммерческий, хотя утверждают, что некоммерческий, — это неправда. Они связаны с радиостанцией „Наше радио“, с некоторыми коммерческими лейблами, и те, кто выступает на „Нашествии“, являются или уже звездами, или теми, кого двигают издательства, сотрудничающие с той радиостанцией. Нам всегда отвечали что „вы и не звезды, и не молодые таланты. А нам нужны молодые таланты, которые будут собирать публику“. А мы ни те, ни другие».
21 августа 2011 года «Электрические партизаны» выступили на фестивале культурного сопротивления «Буревестник-2011: 20 лет в пустоте» на Болотной площади в Москве, организованном движением «Левый Фронт» при поддержке «Независимой национальной творческой корпорации». К этому моменту состав выглядел таким: Сергей Зырянов — гитара, Вадим Курылёв — бас-гитара, Денис Курылёв — барабаны.
Московский Благотворительный фонд «Зона Надежды» и объединение «ФРОСТ» при поддержке Общероссийской общественной организации «Лига здоровья нации» 23 марта 2012 года провели в петербургском клубе «Аврора» рок-концерт «Я — свободен!» в поддержку программы «Молодежь против наркотиков». В акции приняли участие группы «Бригадный подряд», «Электрические партизаны» и «F.P.G.». В июне 2012 года был анонсирован протестный проект «Белый альбом», где присутствовала песня «Электрические партизан» — «Революция в нас!» (диск 2, название трека «Революция сейчас»). 30 июня 2012 года группа в качестве специального гостя и хэдлайнера выступила на 12-м международном фестивале «Калининград In Rock 2012».
29 июня 2013 года «Электрические партизаны» играли на протестном «ЕбиСистемуфест-5» под Петербургом. 8 сентября 2013 года состоялось выступление на международном фестивале живой музыки «Воздух. Перезагрузка». 11 ноября 2013 года группа приняла участие в прямом эфире программы Семёна Чайки «Живые» на «Нашем радио». Играли Вадим Курылёв, Дмитрий Ковалёв, Павел Борисов и Михаил Нефёдов.
Проведение юбилейных концертов «10 лет рок-герильи» связано с тем, что сам Курылёв считает датой основания 2003 год, когда был создан «Эквилибриум-бэнд».
20 ноября 2013 года Курылёв и его команда играли петербургском в клубе «DA:DA» в рамках фестиваля «Анархисты за экологию!» или «Эко-бунт». Идейным вдохновителем мероприятия послужила русская поддержка фонда «Ian Somerhalder Foundation». Собранные средства и пожертвования были переданы зооприютам Северной столицы.
По поводу событий на Украине 2014 г., перед концертным туром, группой было сделано следующее заявление: «Мы не поддерживаем „законное“ правительство Украины, это мафиозно-воровское формирование, тесно связанное с таким же криминально-чиновничьим правительством России! Но мы также и не на стороне радикальных националистов, ультраправых, которые владеют инициативой в киевских протестах! Если нам все же удастся осуществить выезд по городам Украины, мы везде будем озвучивать именно такую нашу точку зрения! Ведь капитализм = фашизм!».
1 мая 2014 года, в День анархиста, в клубе «DA:DA» прошёл второй SUBFEST (Sonic Urban Barricade fest) при участии групп «Электрические партизаны», НЭП, «Кранштейн». 25 июля 2014 года ансамбль под управлением Вадима Курылёва стал специальным гостем на 18-м рок-фестивале «Рыбка», организованном общественной организацией «Сегежский рок клуб „Котёл“» совместно с Отделом культуры и Управлением образования и по делам молодежи администрации города Сегежа Республики Карелия.
В декабре 2014 года «Электропартизаны» впервые приступили к записи новых песен при поддержке слушателей и поклонников, чтобы выпустить студийный альбом весной 2015-го. Материал планируется обнародовать по мере поступления средств, то есть 2—3 песни. Также начнется подготовка трибьют-альбома, с участием друзей и соратников-музыкантов, как андеграундных, так и довольно известных.
Следующий альбом получил название «Минные поля свободы» и сначала выходил по частям, в цифровом виде, по причине недостаточного финансирования, в течение 2015 года. Первая часть, включающая 6 песен, появилась в феврале и была названа «Сторона „А“», по аналогии с грампластинкой. Запись осуществлялась на Петербургской Студии Звукозаписи, звукорежиссер — Владимир Носырев. В декабре слушателям стала доступна «Сторона „Б“», состоящая из 10 треков. Альбом получился стилистически неоднородным — от психоделических баллад до анархо-панка и антивоенных гимнов. Но, по словам Курылёва, именно такая «дикая нервная эклектика и почти невозможность общей жанровой классификации… как нельзя лучше созвучны тем самым минным полям творческой свободы, путь по которым не может быть прямым и всем сразу понятным».
16 мая 2016 года Курылёв, Борисов и Нефёдов сыграли в программе «Живые» на «Своём радио» Семёна Чайки. 3 июня — на ежегодном петербургском PUNK-СЛЁТе имени Свина. 25 июня — на альтернативной сцене фестиваля «Окна открой!», отмечавшему 15 летие. 27 августа — среди хедлайнеров завершили фестиваль K!n Rock-2016 в Калининграде. 8 октября — фестиваль «Беломор-Буги 2016».
Трибьют «Дух противоречия» был издан в 2017 году. В записи проекта приняли участие Лёха Никонов, «Разные люди», Илья Чёрт, «Собаки Качалова», Михаил Новицкий, «Кузьма & Виртуозы», Ермен Анти, Марина Капуро, «НЭП», Михаил Башаков, «Сонце-Хмари», Константин Арбенин и «Сердолик», Андрей Тропилло, Женя Глюкк, «Ангел НеБес», Паша Павлов и Сергей Летов.
В 2018 году был организован совместный европейский тур с группой «Адаптация» (Москва, Санкт-Петербург, Рига, Берлин, Тулуза, Монлюсон, Париж, Дижон, Нанси).
В 2019 году «Электропартизаны» отметили своё 15-летие большим концертом в Санкт-Петербурге, в котором принимали участие как музыканты нынешнего состава, так и те, кто стоял у истоков группы — Михаил Нефёдов и Дмитрий Ковалёв, и серией последующих концертов в нескольких городах, а также изданием официального сборника лучших песен группы разных лет «Подземное время. Основные моменты». На московском выступлении в клубе «Меццо Форте» 15 июня была исполнена песня «Hasta siempre, Comandante», посвящённая Че Геваре. По словам Курылёва, единственным недостатком латиноамериканского революционера было то, что он «не очень-то пацифист».
«Типичного слушателя нет, у нас разнообразная аудитория. Это и студенты, молодые интеллектуалы, и любители классического русского рока, и панки, поклонники Г. О., и анархо-молодежь и хард-корщики. Люди постарше обычно ходят на мои акустические концерты», — сказал Курылёв о своей аудитории.
16 апреля 2021 года публике был представлен очередной студийный альбом «Сквозь время». 7 мая 2021 года вышел сингл «Экстремистские песни» с участием групп «Тараканы!», Distemper, «Порт 812», «Индульгенция» и Urban Pinochet.

## Экстремистские материалы
19 октября 2020 года Министерство юстиции РФ внесло в Федеральный список экстремистских материалов две песни группы: «Левый террор» и «Звезда и автомат». Согласно решению Железнодорожного районного суда Пензы, Курылёв дал объяснения сотрудникам Центра «Э» ГУ МВД России по Санкт-Петербургу и Ленинградской области, что произведения были записаны им вместе с музыкой в 2009 и 2012 годах соответственно, после чего выложены в сеть «Интернет».
9 марта 2021 года по решению Железнодорожного районного суда города Пензы от 24 декабря 2020 года экстремистским материалом была признана песня «Революция в нас!». 8 февраля 2022 года — «Жить без власти».

## Манифест
Гражданская позиция «Электрических партизан» отражена в опубликованном в 2010 году «Манифесте»:

 Мы — Электрические партизаны!
Мы несём в себе революционный заряд, детонатор, необходимый для нового рок-взрыва.
Наш девиз: «Рок — это музыка бунта!».
Мы против шоу-бизнеса, а в его лице — против государственной системы порабощения сознания.
Мы — антиглобалисты, мы против объединения сил всех правительств мира в единую систему контроля над народами.
Мы — анархисты, мы против любой власти человека над человеком.
Мы — городские партизаны культуры, загнанной капиталистической системой в подполье, откуда мы ведём свою борьбу против продажности и алчности, насаждаемых неолиберальными правительствами разных стран.
Наше оружие — наше искусство, наша музыка свободна от грязи конъюнктуры и лицемерия. Мы чувствуем духовное родство с революционерами и независимыми артистами разных стран и народов.
Мы — Электрические партизаны!

## Сотрудничество
«Электрические партизаны» в конце 2000-х — начале 2010-х годов позиционировали себя как анархо-группа, не признававшая ни государственной, ни финансовой власти, участвовали в мероприятиях «Автономного Действия», главной целью своей деятельности считая изменение мира, заключённое в уничтожении системы капитализма.
С 2009 года «Электрические партизаны» были представлены в социально-протестном музыкальном проекте «Подпольный Фронт». Две песни В. Курылёва в исполнении «Подпольного Фронта» вошли в альбом «Электрических партизан» «Век неспокойного солнца».
С 2011 года по 2012 «Электрические партизаны» проводили Петербургскую Панк-Ассамблею.
В 2012 году появились «партизаны Панка» — творческое содружество групп «Азъ», «Электрические партизаны» и «Союз Созидающих», представивших свою первую совместную работу: «Нам нужна Анархия!».
В конце 2016 года «Электропартизаны» выступили инициатором антивоенного и антимилитаристского объединения музыкантов «антиАрмия». С 2017 года в Санкт-Петербурге проводится ставший уже ежегодным большой фестиваль «Дадим миру шанс», участниками которого были группы «Пилот», «Бригадный подряд», «АнгелНеБес», Константин Арбенин, Кирилл Комаров и др. В 2018 году вышел антивоенный сборник «антиАрмия. Нам не нужна война!», где приняли участие российские исполнители, разные по политическим убеждениям и творческим установкам, но объединённые пацифистскими настроениями, от Андрея Макаревича до Lumen. Второй выпуск сборника — «антиАрмия. Мир без войны» — вышел в 2019 году.

## Печатный самиздат
С ноября 2005 года начала выходить самиздатовская культурно-просветительская газета — «Боевой Листок Электрического партизана». Последний номер — июнь 2007 года.
С сентября 2011 года «Электрические партизаны» возобновили деятельность в печатном самиздате — вышел первый номер «автономного вѣстника» «Подземное Время», но издание не продолжалось.

## Состав
В 2025 году в группу входят:
- Вадим Курылёв — вокал, гитары
- Михаил Нефёдов — барабаны
- Владимир Стрелов — соло-гитара
- Андрей Воронов — бас-гитара

В группе в разное время играли:
- Гитара — Сергей Зырянов, Роман Прокофьев, Сергей Смородинский, Андрей Васильев, Максим Зорин, Дмитрий Ковалёв, Кристина Бужинская
- Бас-гитара — Павел Вовк, Роман Невелев, Ксения Васильева, «Раш» Жуков, Дмитрий Друмов, Павел Борисов, Сергей Буренков, Рустам Мажидов (сессионно), Константин Аверин
- Барабаны — Денис Буцкий (Курылёв), Дмитрий Горелов, Ибрагим Джанибеков (экс-Адаптация, сессионно)
- Труба — Иван Васильев
- Саксофон — Сергей Летов, Михаил Чернов

## Дискография
Студийные альбомы
- Ингерманландия (2005, Никитин), CD
- Контакт (2007, Бомба-Питер/Manchester Files), CD
- Дзен-Анархия (2009, Выргород), CD
- Век Неспокойного Солнца (2010, Выргород совместно с Электрическими партизанами), CD
- Р. В. И. (2011, Электрические партизаны), CD
- Чёрный Протуберанец или Нам нужна Анархия! (2012, Электрические партизаны), CD
- Минные поля свободы (2016, Отделение «Выход»), CD
- Небо над Чевенгуром (2019, Капкан Records), CD[51]
- Сквозь время (2021, Капкан Records), CD, LP
- Шум Земли (2022, Союз Мьюзик)
- Воспоминания о мире (2022, Союз Мьюзик)
- Стекло и сталь (2023, Союз Мьюзик)[52]
- Бесконечный праздник (2025, Кап-Кан)[53][54][55]

Сборники и совместные альбомы
- Андерграунд: Современная история. Часть 2. Libertad o muerte! (2013, Контр@банда), CD
- Tribute to Вадим Курылёв и Электрические Партизаны — Дух противоречия (2017, Электрические партизаны), 2 CD
- АнтиАрмия. Нам не нужна война! (2018, Отделение «Выход»), CD
- ЭлектропартиZаны. Подземное время. Основные моменты (2019, Капкан Records), CD
- АнтиАрмия II. Мир без войны (2019, Отделение «Выход»), CD
- Хроноп — Трибьют Весна (2020, Unreal Records), CD[56]
- Вадим Курылёв и Электропартизаны. Молекула ветра (2024, Капкан Records), CD

## Видеография
- «Р. В.И Систему!» (видеосингл, 2013, Электрические партизаны), DVD
- «Р. В.И. live» (Отделение «Выход», 2014), DVD

### Видеоклипы
- 2006 — Ингерманландия
- 2009 — Звезда и автомат
- 2009 — Малиновка летит на север
- 2010 — Песня-31 («Подпольный Фронт»)
- 2012 — Нам нужна анархия!!! («партизаны Панка»)
- 2013 — Чёрный протуберанец
- 2014 — Маргинал
- 2016 — На войне как на войне[57] (2018 — совместно с Андреем Грейчайником, ДМЦ)
- 2017 — Молекула ветра[58]
- 2017 — Аэропланы
- 2017 — Накануне
- 2018 — Немая музыка[59]
- 2018 — Нам не нужна война («антиАрмия»)[60]
- 2018 — Колесо Сансары
- 2019 — Блефуску[61]
- 2020 — Дети забытых героев[62]
- 2020 — Мир без войны («антиАрмия»)[60]
- 2020 — Необходимость
- 2020 — Аполит
- 2020 — Проза небес
- 2020 — Наш выбор — свобода!
- 2020 — Мусор для государства
- 2021 — Страна счастливых
- 2021 — Небо над Чевенгуром
- 2023 — Рок бомбоубежищ[63]
- 2024 — Чёрный мотылёк
- 2025 — Стекло и Сталь